# Starfield
Starfield is een computerspel dat is ontwikkeld door Bethesda Game Studios en uitgegeven door Bethesda Softworks. Het actierollenspel werd aangekondigd tijdens de E3 persconferentie in 2018 en verscheen op 6 september 2023 voor Microsoft Windows en Xbox Series X/S.
Het is de eerste nieuwe franchise van Bethesda in meer dan vijfentwintig jaar.

## Spel
Starfield speelt zich af 300 jaar in de toekomst in een gebied ongeveer 50 lichtjaar van ons zonnestelsel, genaamd The Settled Systems. Het gebied wordt gedomineerd door twee fracties: de United Colonies en de Freestar Collective. 20 jaar voor het begin van het spel vindt er een grootschalige oorlog plaats tussen de twee fracties. Het spel kan gespeeld worden vanuit het perspectief van de eerste persoon of de derde persoon.

## Verhaal
Je speelt de rol van een ruimtevaarder die net een job aannam als mijnwerker voor Argos Extractors. Je eerste opdracht is het opsporen en opgraven van een anomalie. Dit blijkt om een artefact te gaan dat een soort hallucinatie veroorzaakt als je het probeert vast te nemen. Als de klant aankomt voor de verkoop van het artefact, worden jullie aangevallen door ruimtepiraten. Nadat je de piraten hebt verslagen, overhandig je het artefact aan de klant en vertel je wat er gebeurde aan de koper. Hij blijkt lid te zijn van Constellation, een fractie die zich specialiseert in ruimteverkenning. Hij vraagt je om het artefact zelf te brengen naar zijn hoofdkwartier terwijl hij bij de mijn blijft om te helpen bij de verdediging van eventuele andere aanvallen.
Als je meerdere artefacten bij elkaar verzamelt, lijken ze een armillarium te vormen. Doorheen het verhaal, ontdek je de geheimen van de artefacten en het armilarium.

## Ontwikkeling
In 2013 werd de naam Starfield geregistreerd als handelsmerk. Het spel is in ontwikkeling sinds de uitgave van Fallout 4 in eind 2015. In 2018 bevestigde regisseur Todd Howard dat Starfield de pre-productie fase heeft verlaten en zich in een speelbare fase bevindt.

## Ontvangst
| Recensiescore       | Recensiescore      |
| Recensieverzamelaar | Score              |
| ------------------- | ------------------ |
| Metacritic          | 87% (PC) 85% (XBS) |
| Publicist           | Score              |
| Destructoid         | 10                 |
| Game Informer       | 8,5                |
| IGN                 | 7                  |
| Power Unlimited     | 9,5                |
| XGN                 | 8                  |

Het spel ontving overwegend positieve recensies. Men prees de grote en diepgaande spelwereld, gecombineerd met creatieve missies. Verdeeldheid ontstond over het verhaal en de personages. Ook de manier waarop de ruimteverkenning is geïmplementeerd werd gemengd ontvangen.
Xbox-baas Phil Spencer kondigde aan dat er op de dag van uitgave een miljoen spelers actief waren, waarmee Starfield het meest gespeelde spel ooit is voor de Xbox. Op 7 september, een dag na uitgave, waren er volgens Bethesda inmiddels ruim 6 miljoen actieve spelers.